# Johnny Unitas
John Constantine "Johnny" Unitas (7 de maio de 1933 – 11 de setembro de 2002), apelidado de The Golden Arm ("O Braço de Ouro") e chamado também de Johnny U, foi um jogador profissional de futebol americano dos anos 50 até os anos 70, jogando na maior parte desse tempo no Baltimore Colts. Ele foi um quarterback recordista e MVP (Most Valuable Player) da NFL em 1959, 1964 e 1967. Seu recorde de arremessar pelo menos um passe para touchdown durante 47 jogos seguidos (entre 1956 e 1960) se manteve por 52 anos até ser quebrado em 2012 quando Drew Brees chegou a marca de 48 jogos consecutivos com pelo menos um passe para TD. Ele é reconhecidamente um dos maiores quartebacks de toda a história da NFL.

## Juventude
Unitas nasceu em Pittsburgh na Pensilvânia, em 1933, e cresceu nos arredores de Mount Washington (Pittsburgh).
Seu pai faleceu quando Johnny tinha apenas 4 anos de idade, sendo criado pela sua mãe, uma imigrante da Lituânia que trabalhava em dois empregos para sustentar a família. Segundo a escola em que estudou em Pittsburgh, Unitas jogou de halfback e quarterback. Depois disso, Unitas focou na oportunidade de jogar no futebol universitário. Ele foi preterido pela University of Notre Dame e pela Indiana University. A Universidade de Pittsburgh então lhe ofereceu uma bolsa de estudos, mas Unitas não conseguiu passar no vestibular.
Finalmente chegou à University of Louisville através de uma bolsa de estudos, e Unitas saiu de casa para o estado de Kentucky. Ele jogou como quarterback por Louisville durante sua carreira universitária.

## Carreira na NFL
Johnny Unitas foi selecionado na nona rodada do Draft de 1955 da NFL pelo Pittsburgh Steelers, mas ele logo foi dispensado. Em 1956, Unitas se juntou ao Baltimore Colts da NFL sob o comando do lendário treinador Weeb Ewbank. Em 1957, seu primeiro ano como titular absoluto do Colts, Unitas lançou para 2,550 jardas e 24 passes para tpuchdown, ajudando o time a chegar pela primeira vez na sua história a um final de temporada com balanço positivo de vitórias em 7-5. No final dessa temporada, Unitas foi nomeado o jogador mais valioso da liga pela Newspaper Enterprise Association (NEA). Com os Colts ele foi duas vezes campeão do campeonato antigo da NFL e depois liderou seu time a vitória no Super Bowl V. Em 1973, Unitas se juntou ao San Diego Chargers onde ele atuou muito pouco, aposentando-se naquele ano.
Johnny Unitas foi nomeado 3 vezes MVP e venceu 118 jogos de temporada regular, além de 10 aparições no Pro Bowl. Ele foi eleito para o Pro Football Hall of Fame da NFL em 1979. Sua camisa #16 foi então aposentada na University of Louisville. Em 1999, Unitas foi nomeado como n° 5 na lista dos 100 melhores jogadores da história da NFL pela The Sporting News, já a ESPN o colocou como n° 32 de todos os tempos.

## Vida pessoal
Unitas casou-se com sua namorada do colegial Dorothy Hoelle em 20 de novembro de 1954 e tiveram cinco filhos. Uma hora depois de se divorciar de Dorothy em Reno, no dia 26 de junho de 1972, casou-se com Sandra Lemon. Eles tiveram três filhos e ficaram juntos até sua morte.

## Morte
Em 11 de setembro de 2002, Unitas morreu repentinamente de um infarto do miocárdio (ataque cardíaco), enquanto se exercitava no Kernan Physical Therapy Center, em Timonium, Maryland. Após sua morte, muitos fãs da equipe de futebol americano Baltimore Ravens solicitou a mudança de nome do estádio dos Ravens (propriedade do Estado de Maryland). Estes pedidos, no entanto, não foram bem sucedidos porque os lucrativos direitos de nomeação já haviam sido cedido para o M & T Bank. No entanto, uma estátua de Unitas foi erguida como a peça central da praça em frente ao estádio e a praça foi oficialmente nomeado "Unitas Plaza". Grandes banners alusivos à Unitas em seu auge no Baltimore Colts agora adornam a entrada do estádio.
No final de sua vida, Unitas chamou a atenção da mídia para as muitas incapacidades físicas permanentes que ele e seus colegas jogadores sofreram durante os primeiros anos do futebol americano, antes da inserção de regras e medidas de segurança destinadas a prevenir lesões. Unitas perdeu quase totalmente o uso da sua mão direita, que se tornara massacrada ao fim de sua carreira, com os dedos médio e o polegar visivelmente desfigurado devido a repetidas fraturas.
Ele está sepultado no Dulaney Valley Memorial Gardens em Timonium, Maryland.

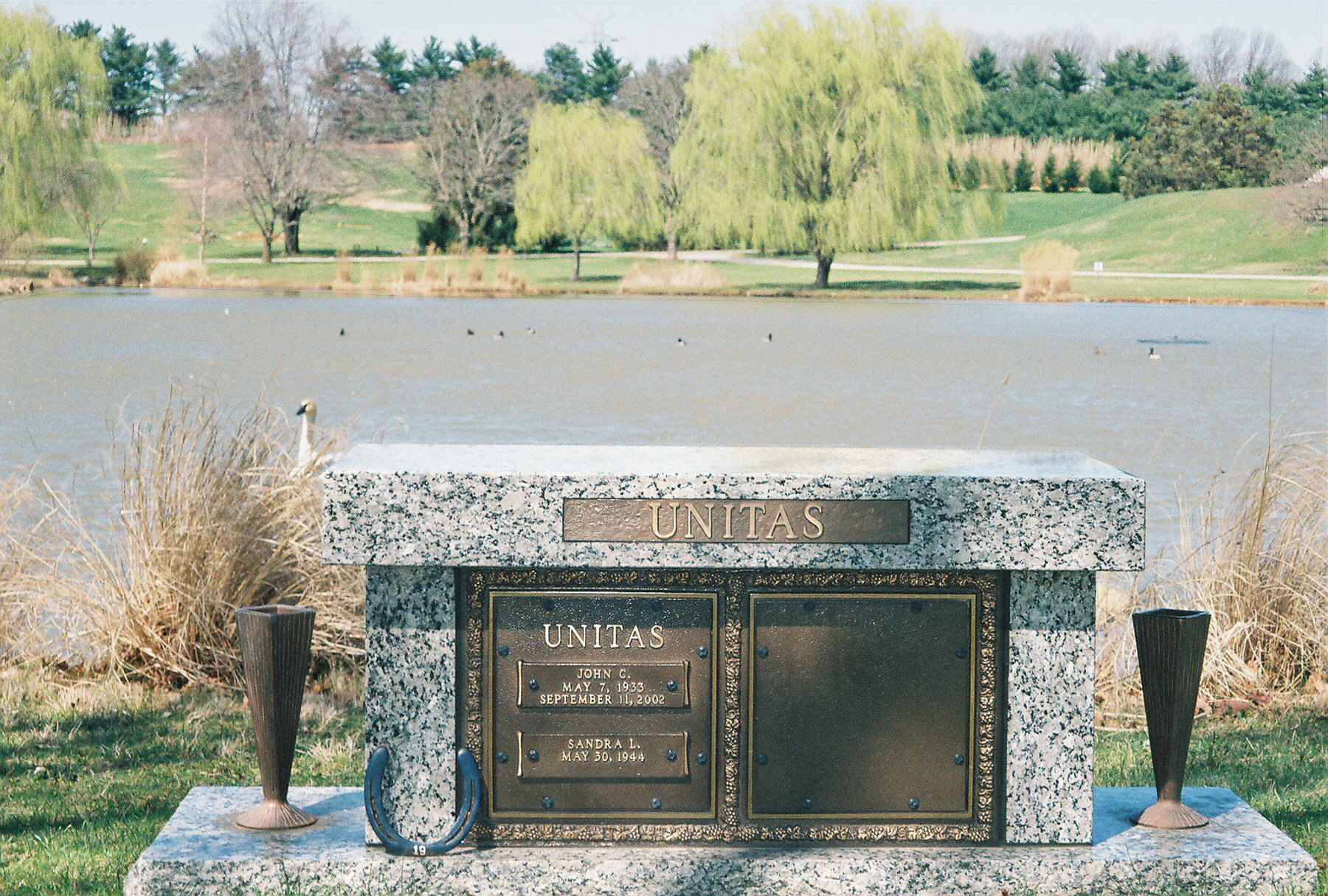
O túmulo de Johnny Unitas em Timonium, Maryland.